# Papilio jacksoni
Papilio jacksoni, Jackson's éntail là một loài bướm thuộc họ Papilionidae. Thường được tìm thấy ở Châu Phi.
Những con cái trưởng thành bắt chước Amauris echeria và họ hàng.
Ấu trùng ăn Clausena, Toddalia và Clausena anisata.

## Mô tả

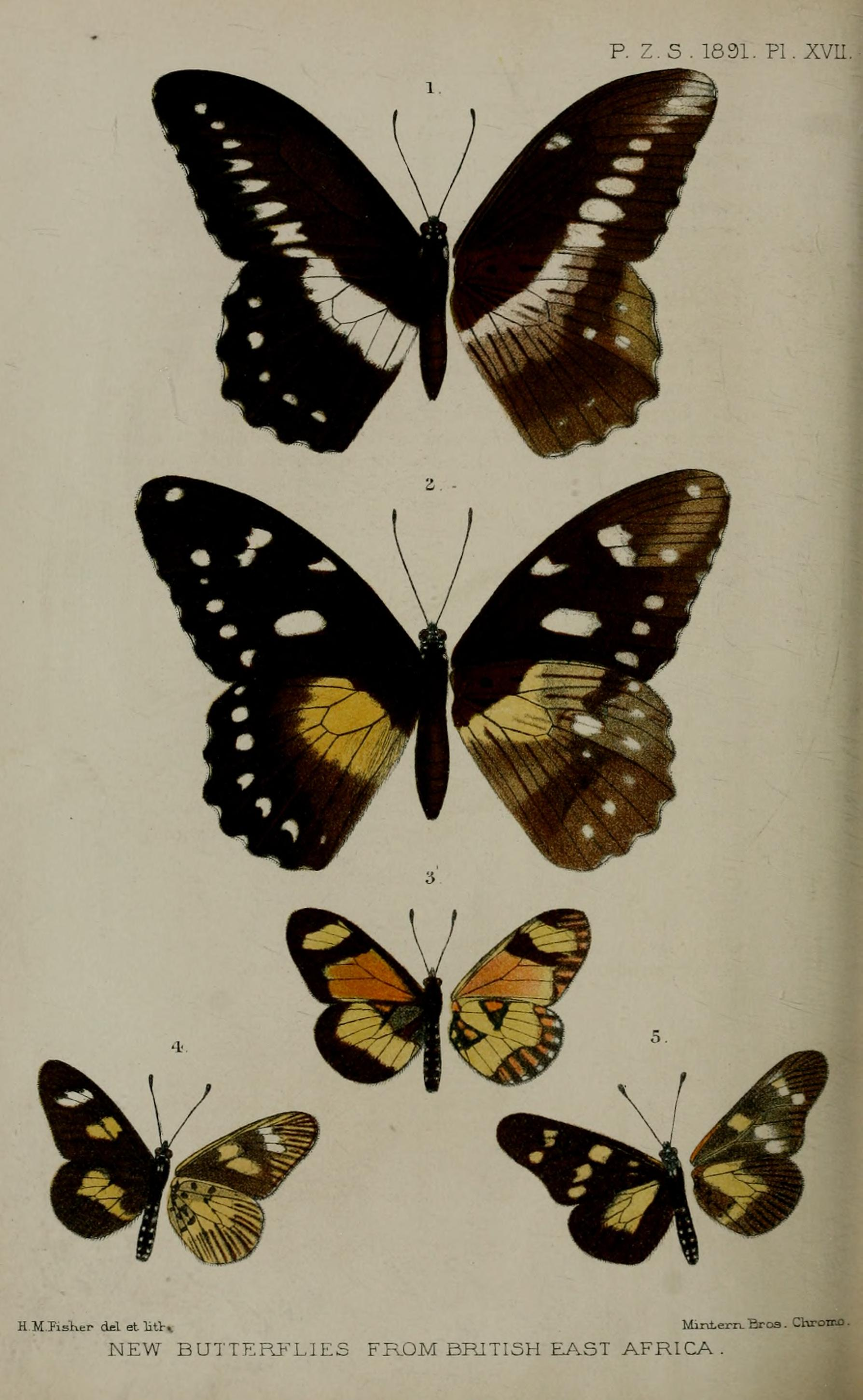
Hình minh họa của Emily Sharpe về con đực (hình 1) và con cái (hình 2) của Papilio jacksoni trong Proceedings of the Zoological Society of London

"Con đực trong ssp. echerioides, nhưng phần đen nhiều hơn, dải trung bình hẹp hơn, giảm thành các đốm cách nhau rất rõ ở cánh trước, màu trắng với sắc thái nhạt. Con cái giống như echerioides, nhưng màu trắng đốm trên đỉnh không chạm vào mép; đốm trắng ở cánh sau ở cả hai giới ở bên trong mép." (Robert Herbert Carcasson, 1960).

## Phụ loài
- Papilio jacksoni jacksoni (Kenya (cao nguyên), Phía đông Uganda)
- Papilio jacksoni ruandana Le Cerf, 1924 (Zaire, Phía đông Uganda, Rwanda, Burundi)
- Papilio jacksoni hecqui Berger, 1954 (Đông-bắc Zaire)
- Papilio jacksoni kungwe Cottrell, 1963 (Phía tây Tanzania)
- Papilio jacksoni nyika Cottrell, 1967 (Nyika Plaetau trên phía bắc Malawi và phía đông Zambia)
- Papilio jacksoni imatonga Clifton & Collins, 1997 (Núi Imatong trên tây nam Sudan)

## Phân loại
Papilio jacksoni là một thành viên của nhóm loài echerioides. Nhánh này bao gồm:
- Papilio echerioides Trimen, 1868
- Papilio Fuelleborni Karsch, 1900
- Papilio jacksoni Sharpe, 1891
- Papilio sjoestedti Aurivillius, 1908

## Từ nguyên học
Nó được đặt theo tên của nhà sưu tập Frederick John Jackson trong "Descriptions of New Butterflies collected by Mr. F. J. Jackson, F.Z.S:, in British East Africa, during his recent Expedition. Part I & II" Proceedings of the Zoological Society of London' 1891 : 187-194, pl. 16-17, : 633-638, trang. 48.